# Lophotyna
Lophotyna là một chi bướm đêm thuộc họ Noctuidae.